# Coppa dell'AFC 2022
La Coppa dell'AFC 2022 è stata la 19ª edizione della seconda competizione calcistica per club dell'Asia. Il torneo è iniziato il 5 aprile e si è concluso il 22 ottobre 2022.
Il torneo è stato vinto dagli omaniti dell'Al-Seeb, che nella finale hanno battuto i malesi del Kuala Lumpur per 3-0, al primo (e tuttora unico) successo nella competizione.

## Regolamento
| Posizione della federazione in base al coefficiente AFC per nazioni | Posizione della federazione in base al coefficiente AFC per nazioni | Numero di squadre partecipanti |
| Ovest/Est Regione                                                   | Ovest/Est Regione                                                   | Numero di squadre partecipanti |
| ------------------------------------------------------------------- | ------------------------------------------------------------------- | ------------------------------ |
| 6                                                                   | 6                                                                   | 1                              |
| Ovest/ASEAN Zone                                                    |                                                                     |                                |
| 1-3                                                                 | 1-3                                                                 | 2                              |
| 4-6                                                                 | 4-6                                                                 | 1+1                            |
| 7-                                                                  | 7-                                                                  | 0+1                            |
| Est/Centrale/Meridionale Zone                                       |                                                                     |                                |
| 1-3                                                                 | 1-3                                                                 | 1+1                            |
| 4-                                                                  | 4-                                                                  | 0+1                            |

| Valutazione per la Coppa dell'AFC 2022 | Valutazione per la Coppa dell'AFC 2022 |
| -------------------------------------- | -------------------------------------- |
|                                        | Rispetta i criteri                     |
|                                        | Non rispetta i criteri                 |

| Posizione | Posizione | Associazione | Punti  | Slot          | Slot     | Slot            | Slot            |
| Posizione | Posizione | Associazione | Punti  | Fase a Girone | Play-off | Play-off        | Play-off        |
| Regione   | AFC       | Associazione | Punti  | Fase a Girone | Play-off | Turno Prelim. 2 | Turno Prelim. 1 |
| --------- | --------- | ------------ | ------ | ------------- | -------- | --------------- | --------------- |
| 1         | 12        | Giordania    | 33.852 | 0             | 0        | 0               | 0               |
| 2         | 21        | Libano       | 24.746 | 2             | 0        | 0               | 0               |
| 3         | 22        | Siria        | 22.505 | 2             | 0        | 0               | 0               |
| 4         | 24        | Bahrein      | 17.749 | 2             | 0        | 0               | 0               |
| 5         | 29        | Oman         | 8.531  | 2             | 0        | 0               | 0               |
| 6         | 30        | Palestina    | 7.297  | 2             | 0        | 0               | 0               |
| 7         | 34        | Kuwait       | 4.711  | 2             | 0        | 0               | 0               |
| 8         | 42        | Yemen        | 0.000  | 0             | 0        | 0               | 0               |
| Totale    | Totale    | Totale       | Totale | 12            | 0        | 0               | 0               |
| Totale    | Totale    | Totale       | Totale | 12            | 0        |                 |                 |
| Totale    | Totale    | Totale       | Totale | 12            |          |                 |                 |

| Posizione | Posizione | Associazione | Punti  | Slot          | Slot     | Slot            | Slot            |
| Posizione | Posizione | Associazione | Punti  | Fase a Girone | Play-off | Play-off        | Play-off        |
| Regione   | AFC       | Associazione | Punti  | Fase a Girone | Play-off | Turno Prelim. 2 | Turno Prelim. 1 |
| --------- | --------- | ------------ | ------ | ------------- | -------- | --------------- | --------------- |
| 1         | 13        | Filippine    | 32.130 | 1             | 0        | 0               | 0               |
| 2         | 16        | Vietnam      | 28.571 | 1             | 0        | 0               | 0               |
| 3         | 18        | Malaysia     | 26.960 | 2             | 0        | 0               | 0               |
| 4         | 19        | Singapore    | 26.607 | 2             | 0        | 0               | 0               |
| 5         | 27        | Myanmar      | 12.756 | 0             | 0        | 0               | 0               |
| 6         | 28        | Indonesia    | 12.550 | 2             | 0        | 0               | 0               |
| 7         | 31        | Cambogia     | 6.770  | 2             | 0        | 0               | 0               |
| 8         | 35        | Laos         | 2.241  | 1             | 0        | 0               | 0               |
| 9         | 42        | Brunei       | 0.000  | 0             | 0        | 0               | 0               |
| 9         | 42        | Timor Est    | 0.000  | 0             | 0        | 0               | 0               |
| Totale    | Totale    | Totale       | Totale | 11            | 0        | 0               | 0               |
| Totale    | Totale    | Totale       | Totale | 11            | 0        |                 |                 |
| Totale    | Totale    | Totale       | Totale | 11            |          |                 |                 |

| Posizione | Posizione | Associazione | Punti  | Slot          | Slot     | Slot            | Slot            |
| Posizione | Posizione | Associazione | Punti  | Fase a Girone | Play-off | Play-off        | Play-off        |
| Regione   | AFC       | Associazione | Punti  | Fase a Girone | Play-off | Turno Prelim. 2 | Turno Prelim. 1 |
| --------- | --------- | ------------ | ------ | ------------- | -------- | --------------- | --------------- |
| 1         | 10        | Uzbekistan   | 45.562 | 1             | 0        | 0               | 0               |
| 2         | 17        | Tagikistan   | 28.361 | 2             | 0        | 0               | 0               |
| 3         | 20        | Turkmenistan | 26.532 | 2             | 0        | 0               | 0               |
| 4         | 33        | Kirghizistan | 5.466  | 2             | 0        | 0               | 0               |
| 5         | 41        | Afghanistan  | 0.206  | 0             | 0        | 0               | 0               |
| Total     | Total     | Total        | Total  | 7             | 0        | 0               | 0               |
| Total     | Total     | Total        | Total  | 7             | 0        |                 |                 |
| Total     | Total     | Total        | Total  | 7             |          |                 |                 |

| Posizione | Posizione | Associazione                  | Punti  | Slot          | Slot     | Slot            | Slot            |
| Posizione | Posizione | Associazione                  | Punti  | Fase a Girone | Play-off | Play-off        | Play-off        |
| Regione   | AFC       | Associazione                  | Punti  | Fase a Girone | Play-off | Turno Prelim. 2 | Turno Prelim. 1 |
| --------- | --------- | ----------------------------- | ------ | ------------- | -------- | --------------- | --------------- |
| 1         | 14        | Corea del Nord                | 30.100 | 0             | 0        | 0               | 0               |
| 2         | 23        | Hong Kong                     | 19.945 | 1             | 1        | 0               | 0               |
| 3         | 32        | Macao                         | 5.489  | 0             | 0        | 0               | 0               |
| 4         | 39        | Taipei Cinese                 | 0.457  | 1             | 0        | 0               | 0               |
| 5         | 40        | Mongolia                      | 0.274  | 0             | 1        | 0               | 0               |
| 6         | 42        | Guam                          | 0.000  | 0             | 0        | 0               | 0               |
| 6         | 42        | Isole Marianne Settentrionali | 0.000  | 0             | 0        | 0               | 0               |
| Total     | Total     | Total                         | Total  | 3             | 2        | 0               | 0               |
| Total     | Total     | Total                         | Total  | 3             | 2        |                 |                 |
| Total     | Total     | Total                         | Total  | 5             |          |                 |                 |

| Posizione | Posizione | Associazione | Punti  | Slot          | Slot     | Slot            | Slot            |
| Posizione | Posizione | Associazione | Punti  | Fase a Girone | Play-off | Play-off        | Play-off        |
| Regione   | AFC       | Associazione | Punti  | Fase a Girone | Play-off | Turno Prelim. 2 | Turno Prelim. 1 |
| --------- | --------- | ------------ | ------ | ------------- | -------- | --------------- | --------------- |
| 1         | 15        | India        | 29.576 | 1             | 0        | 1               | 0               |
| 2         | 25        | Bangladesh   | 14.683 | 1             | 0        | 1               | 0               |
| 3         | 26        | Maldive      | 13.632 | 1             | 0        | 0               | 1               |
| 4         | 36        | Nepal        | 0.915  | 0             | 0        | 0               | 1               |
| 5         | 37        | Sri Lanka    | 0.618  | 0             | 0        | 0               | 1               |
| 6         | 38        | Bhutan       | 0.549  | 0             | 0        | 0               | 1               |
| 7         | 42        | Pakistan     | 0.000  | 0             | 0        | 0               | 0               |
| Total     | Total     | Total        | Total  | 3             | 0        | 2               | 4               |
| Total     | Total     | Total        | Total  | 3             | 6        |                 |                 |
| Total     | Total     | Total        | Total  | 9             |          |                 |                 |

## Calendario
| Fase                         | Turno                | Data sorteggio  | Data                                                               |
| ---------------------------- | -------------------- | --------------- | ------------------------------------------------------------------ |
| Fase preliminare             | Primo Turno          | 17 gennaio 2022 | 5 aprile 2022 (S)                                                  |
| Fase preliminare             | Secondo turno        | 17 gennaio 2022 | 12 aprile 2022 (S)                                                 |
| Fase preliminare             | Play-off             | 17 gennaio 2022 | 19 aprile 2022 (S, E) – n.d. (A)                                   |
| Fase a gironi                | Prima giornata       | 17 gennaio 2022 | 18 maggio 2022 (O, S) – 24 giugno 2022 (C, A, E)                   |
| Fase a gironi                | Seconda giornata     | 17 gennaio 2022 | 21 maggio 2022 (O, S) – 27 giugno 2022 (C, A, E)                   |
| Fase a gironi                | Terza giornata       | 17 gennaio 2022 | 24 maggio 2022 (O, S) – 30 giugno 2022 (C, A, E)                   |
| Fase ad eliminazione diretta | Semifinale zonale    | 17 gennaio 2022 | 9–10 agosto 2022 (A), 5–6 Settembre 2022 (O)                       |
| Fase ad eliminazione diretta | Finale zonale        | 14 luglio 2022  | 16–17 agosto 2022 (C) – 23–24 agosto 2022 (A) – 4 ottobre 2022 (O) |
| Fase ad eliminazione diretta | Semifinali interzona | 14 luglio 2022  | 6–7 settembre 2022                                                 |
| Fase ad eliminazione diretta | Finale interzona     | 14 luglio 2022  | 5 ottobre 2022                                                     |
| Fase ad eliminazione diretta | Finale               | 14 luglio 2022  | 22 ottobre 2022                                                    |

## Play-off

### 1º turno preliminare
| Squadra 1        | Risultato   | Squadra 2 |
| ---------------- | ----------- | --------- |
| Asia Meridionale |             |           |
| Machhindra       | 1 - 2       | Blue Star |
| Club Valencia    | 2 - 1 (dts) | Paro      |

### 2º turno preliminare
| Squadra 1             | Risultato | Squadra 2     |
| --------------------- | --------- | ------------- |
| Asia Meridionale      |           |               |
| ATK Mohun Bagan       | 5 - 0     | Blue Star     |
| Abahani Limited Dhaka | n.d.      | Club Valencia |

### Turno play-off
| Squadra 1        | Risultato | Squadra 2             |
| ---------------- | --------- | --------------------- |
| Asia Meridionale |           |                       |
| ATK Mohun Bagan  | 3 - 1     | Abahani Limited Dhaka |
| ASEAN            |           |                       |
| Visakha          | n.d.      | Young Elephants       |
| Asia Orientale   |           |                       |
| Lee Man          | 2 - 1     | Athletic 220          |

## Fase a gironi

### Girone A (Asia Occidentale)
| Squadra   | P.ti | G | V | P | S | GF | GS | DG |
| --------- | ---- | - | - | - | - | -- | -- | -- |
| Al-Seeb   | 6    | 3 | 2 | 0 | 1 | 6  | 2  | +4 |
| Al-Kuwait | 5    | 3 | 1 | 2 | 0 | 3  | 2  | +1 |
| Jableh    | 4    | 3 | 1 | 1 | 1 | 1  | 1  | 0  |
| Al-Ansar  | 1    | 3 | 0 | 1 | 2 | 1  | 6  | -5 |

Legenda:

      Ammessa alle semifinali zonali

      Ammessa alle semifinali zonali se miglior seconda

### Girone B (Asia Occidentale)
| Squadra          | P.ti | G | V | P | S | GF | GS | DG |
| ---------------- | ---- | - | - | - | - | -- | -- | -- |
| Al-Arabi         | 7    | 3 | 2 | 1 | 0 | 5  | 3  | +2 |
| Al-Riffa         | 6    | 3 | 2 | 0 | 1 | 8  | 6  | +2 |
| Dhofar           | 4    | 3 | 1 | 1 | 1 | 6  | 4  | +2 |
| Shabab Al-Khalil | 0    | 3 | 0 | 0 | 3 | 1  | 7  | -6 |

Legenda:

      Ammessa alle semifinali zonali

      Ammessa alle semifinali zonali se miglior seconda

### Girone C (Asia Occidentale)
| Squadra       | P.ti | G | V | P | S | GF | GS | DG |
| ------------- | ---- | - | - | - | - | -- | -- | -- |
| East Riffa    | 5    | 3 | 1 | 2 | 0 | 5  | 3  | +2 |
| Tishrin       | 4    | 3 | 1 | 1 | 1 | 3  | 3  | 0  |
| Nejmeh        | 4    | 3 | 1 | 1 | 1 | 4  | 4  | 0  |
| Hilal Al-Quds | 2    | 3 | 0 | 2 | 1 | 2  | 4  | -2 |

Legenda:

      Ammessa alle semifinali zonali

      Ammessa alle semifinali zonali se miglior seconda

### Girone D (Asia Meridionale)
| Squadra           | P.ti | G | V | P | S | GF | GS | DG |
| ----------------- | ---- | - | - | - | - | -- | -- | -- |
| ATK Mohun Bagan   | 6    | 3 | 2 | 0 | 1 | 11 | 6  | +5 |
| Bashundhara Kings | 6    | 3 | 2 | 0 | 1 | 3  | 5  | -2 |
| Maziya            | 3    | 3 | 1 | 0 | 2 | 3  | 6  | -3 |
| Gokulam Kerala    | 3    | 3 | 1 | 0 | 2 | 5  | 5  | 0  |

Legenda:

      Ammessa alle semifinali interzona

### Girone E (Asia Centrale)
| Squadra     | P.ti | G | V | P | S | GF | GS | DG |
| ----------- | ---- | - | - | - | - | -- | -- | -- |
| So'g'diyona | 9    | 3 | 3 | 0 | 0 | 8  | 3  | +5 |
| Altyn Asyr  | 4    | 3 | 1 | 1 | 1 | 3  | 4  | -1 |
| CSKA Pamir  | 2    | 3 | 0 | 2 | 1 | 3  | 4  | -1 |
| Neftchi     | 1    | 3 | 0 | 1 | 2 | 0  | 3  | -3 |

Legenda:

      Ammessa alle finali zonali

### Girone F (Asia Centrale)
| Squadra          | P.ti | G | V | P | S | GF | GS | DG |
| ---------------- | ---- | - | - | - | - | -- | -- | -- |
| Khujand          | 4    | 2 | 1 | 1 | 0 | 3  | 1  | +2 |
| Köpetdag Aşgabat | 3    | 2 | 1 | 0 | 1 | 2  | 3  | -1 |
| Dordoi Biškek    | 1    | 2 | 0 | 1 | 1 | 0  | 1  | -1 |

Legenda:

      Ammessa alle finali zonali

### Girone G (ASEAN)
| Squadra          | P.ti | G | V | P | S | GF | GS | DG |
| ---------------- | ---- | - | - | - | - | -- | -- | -- |
| Kedah Darul Aman | 6    | 3 | 2 | 0 | 1 | 9  | 4  | +5 |
| Visakha          | 6    | 3 | 2 | 0 | 1 | 8  | 8  | 0  |
| Bali United      | 6    | 3 | 2 | 0 | 1 | 5  | 5  | 0  |
| Kaya             | 0    | 3 | 0 | 0 | 3 | 2  | 7  | -5 |

Legenda:

      Ammessa alle semifinali zonali

      Ammessa alle semifinali zonali se miglior seconda

### Girone H (ASEAN)
| Squadra           | P.ti | G | V | P | S | GF | GS | DG |
| ----------------- | ---- | - | - | - | - | -- | -- | -- |
| PSM Makassar      | 4    | 2 | 1 | 1 | 0 | 3  | 1  | +2 |
| Kuala Lumpur City | 4    | 2 | 1 | 1 | 0 | 2  | 1  | +1 |
| Tampines Rovers   | 0    | 2 | 0 | 0 | 2 | 2  | 5  | -3 |

Legenda:

      Ammessa alle semifinali zonali

      Ammessa alle semifinali zonali se miglior seconda

### Girone I (ASEAN)
| Squadra          | P.ti | G | V | P | S | GF | GS | DG |
| ---------------- | ---- | - | - | - | - | -- | -- | -- |
| Viettel          | 9    | 3 | 3 | 0 | 0 | 11 | 3  | +8 |
| Hougang United   | 6    | 3 | 2 | 0 | 1 | 9  | 9  | 0  |
| Phnom Penh Crown | 3    | 3 | 1 | 0 | 2 | 7  | 7  | 0  |
| Young Elephants  | 0    | 3 | 0 | 0 | 3 | 4  | 12 | -8 |

Legenda:

      Ammessa alle semifinali zonali

      Ammessa alle semifinali zonali se miglior seconda

### Girone J (Asia Orientale)
| Squadra     | P.ti    | G | V | P | S | GF | GS | DG |
| ----------- | ------- | - | - | - | - | -- | -- | -- |
| Eastern     | 6       | 2 | 2 | 0 | 0 | 6  | 2  | +4 |
| Lee Man     | 3       | 2 | 1 | 0 | 1 | 4  | 4  | 0  |
| Tainan City | 0       | 2 | 0 | 0 | 2 | 2  | 6  | -4 |
| MUST CPK    | Esclusa |   |   |   |   |    |    |    |

Legenda:

      Ammessa alle semifinali interzona

### Raffronto tra le seconde classificate

#### Asia occidentale
| Squadra   | Pt | G | V | N | P | GF | GS | DR | Gruppo |
| --------- | -- | - | - | - | - | -- | -- | -- | ------ |
| Al-Riffa  | 6  | 3 | 2 | 0 | 1 | 8  | 6  | +2 | B      |
| Al-Kuwait | 5  | 3 | 1 | 2 | 0 | 3  | 2  | +1 | A      |
| Tishrin   | 4  | 3 | 1 | 1 | 1 | 3  | 3  | 0  | C      |

#### ASEAN[18]
| Squadra           | Pt | G | V | N | P | GF | GS | DR | Gruppo |
| ----------------- | -- | - | - | - | - | -- | -- | -- | ------ |
| Kuala Lumpur City | 4  | 2 | 1 | 1 | 0 | 2  | 1  | +1 | H      |
| Visakha           | 3  | 2 | 1 | 0 | 1 | 6  | 7  | -1 | G      |
| Hougang United    | 3  | 2 | 1 | 0 | 1 | 6  | 8  | -2 | I      |

## Fase a eliminazione diretta
|  | Quarti di finale  | Quarti di finale  | Quarti di finale        |                         |                  | Semifinali       | Semifinali | Semifinali |  |  | Finale | Finale | Finale |  |
|  |                   |                   |                         |                         |                  |                  |            |            |  |  |        |        |        |  |
|  | Al-Arabi          | Al-Arabi          | 1                       |                         |                  |                  |            |            |  |  |        |        |        |  |
|  | Al-Arabi          | Al-Arabi          | 1                       |                         |                  |                  |            |            |  |  |        |        |        |  |
|  | Al-Seeb (dts)     | Al-Seeb (dts)     | 2                       |                         |                  |                  |            |            |  |  |        |        |        |  |
|  | Al-Seeb (dts)     | Al-Seeb (dts)     | 2                       |                         | Al-Seeb          | Al-Seeb          | 4          |            |  |  |        |        |        |  |
|  |                   |                   |                         |                         | Al-Seeb          | Al-Seeb          | 4          |            |  |  |        |        |        |  |
|  |                   |                   | Al-Riffa                | Al-Riffa                | 0                |                  |            |            |  |  |        |        |        |  |
|  | East Riffa        | East Riffa        | Al-Riffa                | Al-Riffa                | 0                | 1 (4)            |            |            |  |  |        |        |        |  |
|  | East Riffa        | East Riffa        |                         |                         |                  |                  |            |            |  |  |        |        |        |  |
|  | Al-Riffa (dtr)    | Al-Riffa (dtr)    | 1 (5)                   |                         |                  |                  |            |            |  |  |        |        |        |  |
|  | Al-Riffa (dtr)    | Al-Riffa (dtr)    | 1 (5)                   |                         | Al-Seeb          | Al-Seeb          | 3          |            |  |  |        |        |        |  |
|  |                   |                   |                         |                         |                  |                  |            |            |  |  |        |        |        |  |
|  |                   |                   | Kuala Lumpur City       | Kuala Lumpur City       | 0                |                  |            |            |  |  |        |        |        |  |
|  | Sogdiana Jizzakh  | Sogdiana Jizzakh  | Kuala Lumpur City       | Kuala Lumpur City       | 0                | 1                |            |            |  |  |        |        |        |  |
|  | Sogdiana Jizzakh  | Sogdiana Jizzakh  |                         |                         |                  |                  |            |            |  |  |        |        |        |  |
|  | Eastern           | Eastern           | 0                       |                         |                  |                  |            |            |  |  |        |        |        |  |
|  | Eastern           | Eastern           | 0                       |                         | Sogdiana Jizzakh | Sogdiana Jizzakh | 0 (3)      |            |  |  |        |        |        |  |
|  |                   |                   |                         |                         | Sogdiana Jizzakh | Sogdiana Jizzakh | 0 (3)      |            |  |  |        |        |        |  |
|  |                   |                   | Kuala Lumpur City (dtr) | Kuala Lumpur City (dtr) | 0 (5)            |                  |            |            |  |  |        |        |        |  |
|  | ATK Mohun Bagan   | ATK Mohun Bagan   | Kuala Lumpur City (dtr) | Kuala Lumpur City (dtr) | 0 (5)            | 1                |            |            |  |  |        |        |        |  |
|  | ATK Mohun Bagan   | ATK Mohun Bagan   |                         |                         |                  |                  |            |            |  |  |        |        |        |  |
|  | Kuala Lumpur City | Kuala Lumpur City | 3                       |                         |                  |                  |            |            |  |  |        |        |        |  |

### Semifinali zonali
| Asia Occidentale |                 |          |
| Al-Arabi         | 1 - 2 (dts)     | Al-Seeb  |
| East Riffa       | 1 - 1 (4-5 dtr) | Al-Riffa |

| ASEAN        |                 |                   |
| PSM Makassar | 2 - 1           | Kedah Darul Aman  |
| Viettel      | 0 - 0 (5-6 dtr) | Kuala Lumpur City |

### Finali zonali
| Asia Occidentale  |       |                  |
| Al-Seeb           | 4 - 0 | Al-Riffa         |
| Asia Centrale     |       |                  |
| Khujand           | 0 - 4 | Sogdiana Jizzakh |
| Zona ASEAN        |       |                  |
| Kuala Lumpur City | 5 - 2 | PSM Makassar     |

### Semifinali Interzona
| Squadra 1        | Risultato | Squadra 2         |
| ---------------- | --------- | ----------------- |
| Sogdiana Jizzakh | 1 - 0     | Eastern           |
| ATK Mohun Bagan  | 1 - 3     | Kuala Lumpur City |

### Finale Interzona
| Squadra 1        | Risultato       | Squadra 2         |
| ---------------- | --------------- | ----------------- |
| Sogdiana Jizzakh | 0 - 0 (3-5 dtr) | Kuala Lumpur City |

### Finale
| Arbitro: | Evans S. |

|  |           |                                               |
|  | Marcatori | 22’ Al-Busaidi 37’ Al-Muqbali 69’ Al-Ghassani |

| Kuala Lumpur City | Al-Seeb |

|                 |    |                      |     |       |
|                 |    |                      |     |       |
| GK              | 1  | Kevin Ray Mendoza    |     |       |
| RB              | 4  | Kamal Azizi          |     | 85’   |
| CB              | 9  | Giancarlo Gallifuoco | 57’ |       |
| CB              | 17 | Irfan Zakaria        |     |       |
| LB              | 12 | Declan Lambert       |     |       |
| RM              | 8  | Zhafri Yahya         |     | 90+1’ |
| CM              | 6  | Ryan Lambert         |     | 71’   |
| CM              | 14 | Akram Mahinan        | 52’ |       |
| LM              | 16 | Janasekaran Partiban |     | 70’   |
| CF              | 28 | Paulo Josué (c)      |     | 90+2’ |
| CF              | 7  | Romel Morales        |     |       |
| A disposizione: |    |                      |     |       |
| CM              | 27 | Hadin Azman          |     | 71’   |
| GK              | 44 | Azri Ghani           |     |       |
| CB              | 21 | Kenny Pallraj        |     | 90+1’ |
| CB              | 33 | Muhammad Faudzi      |     |       |
| CB              | 25 | Anwar Ibrahim        | 88’ | 85’   |
| FW              | 37 | Haqimi Rosli         |     | 70’   |
| FW              | 10 | Safee Sali           |     | 90+2’ |
| FW              | 29 | Arif Shaqirin        |     |       |
| FW              | 30 | Fakhrul Sidid        |     |       |
| Allenatore      |    |                      |     |       |
| Bojan Hodak     |    |                      |     |       |

|                 |    |                                   |     |     |
|                 |    |                                   |     |     |
| GK              | 1  | Ahmed Faraj Abdulla Al Rawahi (c) |     |     |
| RB              | 22 | Hassan Al Ajmi                    |     |     |
| CB              | 5  | Juma Al Habsi                     |     |     |
| CB              | 13 | Mohammed Al-Musalami              | 80’ |     |
| LB              | 17 | Ali Al-Busaidi                    |     |     |
| RM              | 28 | Mohammed Said Al-Habsi            | 55’ | 61’ |
| CM              | 27 | Eid Mohammed Eid Al Farsi         |     | 89’ |
| CM              | 40 | Daniel Ajibola                    |     |     |
| LM              | 7  | Salaah Al-Yahyaei                 |     | 75’ |
| CF              | 9  | Abdul Aziz Al-Muqbali             |     | 88’ |
| CF              | 16 | Muhsen Al-Ghassani                |     |     |
| A disposizione: |    |                                   |     |     |
| CB              | 2  | Mohammed Al-Amri                  |     | 88’ |
| CM              | 24 | Tamim Al-Balushi                  |     | 89’ |
| CB              | 15 | Mohamed Al Hatmi                  |     |     |
| CM              | 38 | Issam Almakhzoomi                 |     |     |
| CB              | 19 | Yousuf Al Malki                   |     |     |
| CM              | 80 | Abdullah Al Shabibi               |     |     |
| FW              | 10 | Ahmed Al-Siyabi                   | 72’ | 61’ |
| GK              | 45 | Mutasim Al Wahaibi                |     |     |
| FW              | 14 | Cosmos Dauda                      |     | 75’ |
| FW              | 8  | Marwan Taaib                      |     |     |
| Allenatore:     |    |                                   |     |     |
| Ilie Stan       |    |                                   |     |     |